# 黒田成俊
黒田 成俊（くろだ しげとし、1932年-）は、日本の数学者。東京大学名誉教授、学習院大学名誉教授。専門は関数解析、数理物理。

## 略歴
1932年生まれ。黒田成勝の長男で、高木貞治の孫。1955年 東京大学理学部物理学科卒業、東京大学理学部助教授、教養学部教授，学習院大学理学部教授を経て、東京大学名誉教授、学習院大学名誉教授。理学博士。シュレーディンガー作用素の数学的散乱理論で先駆的な業績を挙げた。
師は加藤敏夫。池部晃生、藤田宏とともに東京大学物理学科の加藤研究室に在籍していた。

1970年 ニースで開催された国際数学者会議では全体講演者の加藤敏夫とともに招待講演者を務めた。